# Kronisk myeloid leukæmi
Kronisk myeloid leukæmi er en kræftsygdom, der opstår i knoglemarvens bloddannende stamceller. Kronisk myeloid leukæmi kaldes også CML.
CML er en af de bedst udforskede kræftsygdomme. Mulighederne for at behandle sygdommen er forbedret betydeligt inden for de sidste 10 år. 
Dette skyldes, at forskere har udviklet en intelligent medicin, der specifikt angriber de molekylærbiologiske forandringer, som ligger til grund for sygdommen. 
CML opstår hos cirka 70 personer om året i Danmark. Sygdommen findes i alle aldre og forekommer hyppigere hos mænd end hos kvinder.
Årsagen til kronisk myeloid leukæmi er en mutation i to kromosomer ved at de bytter arvemateriale, se nedenfor Philadelphia kromosomet.

## Symptomer
Symptomerne på CML udvikler sig langsomt med træthed, nattesved, vægttab og eventuelt trykken i maven (pga. forstørret milt). Da CML sjældent har særligt karakteristiske symptomer, opdages sygdommen hos cirka halvdelen i forbindelse med en blodprøve taget i en anden anledning.
CML udvikler sig langsomt, og omkring halvdelen af patienterne har ingen eller kun få symptomer, når diagnosen stilles. Sygdommen bliver derfor ofte opdaget, hvis der tages blodprøver i anden anledning.
De vigtigste symptomer er:
- Træthed
- Let feber
- Vægttab
- Nattesved
- Trykken i maven
- Nedsat appetit

Disse symptomer skyldes dels blodmangel, dels at stofskiftet er øget på grund af den øgede celleomsætning. Det fører til træthed, vægttab, nattesved og nogle gange også let feber. 
Trykken i maven og nedsat appetit skyldes den forstørrede milt, som trykker på mavesækken. 
I nogle tilfælde kan der komme egentlige smerter, eventuelt stærke smerter i milten (i øverste venstre del af bughulen under ribbenene). Disse symptomer forsvinder dog hurtigt, når man får behandling. Hos nogle patienter kan disse smerter i milten være udtryk for blodprop i milten 
I nogle tilfælde kan sygdommen, ofte efter flere år, forværres (såkaldt accelereret fase og blastkrise). I dag er denne udvikling heldigvis sjælden på grund af behandling med Glivec og andre lignende stoffer. Hvis det sker, kan symptomerne være:
- Tiltagende træthed

- Man bliver let forpustet

- Blødninger i hud og på slimhinder

- Infektioner

Tiltagende trykken og smerter i maven fra en voksende milt.
Knoglesmerter (kan være et tidligt symptom på forværring af sygdommen).

## Diagnose
Diagnosen kronisk myeloid leukæmi (CML) kan stilles med stor sikkerhed, når man får påvist det såkaldte Philadelphia kromosom i leukæmicellerne.
Forandringerne i Philadelphia kromosomet ved kronisk myeloid leukæmi betyder, at man kan skelne CML fra andre sygdomme og tilstande, for eksempel infektioner, der kan vise sig som de samme forandringer i blodet, når det undersøges i mikroskop. 
Philadelphia kromosomet findes nemlig kun ved kronisk myeloid leukæmi og i sjældne tilfælde ved en anden type leukæmi, nemlig akut lymfatisk leukæmi. 
Hvis sygdommen forværres, kan der komme ændringer i blodet, hvor antallet af røde blodlegemer og blodplader falder, mens antallet af hvide blodceller stiger støt. En forværring kan også ses ved, at der kommer nye kromosomforandringer ud over Philadelphia kromosomet.

## Philadelphia kromosomet
Philadelphia kromosomet, det karakteristiske ved kronisk myeloid leukæmi.
Det karakteristiske ved CML er, at der i leukæmicellerne findes en særlig kromosomforandring, det såkaldte Philadelphia kromosom. De biologiske forhold, der ligger bag dette særlige kromosom, giver en god forståelse af sygdommens udvikling og er grundlaget for den meget væsentlige forbedring af behandlingen, der er set inden for de sidste 10-15 år. 
Philadelphia kromosomet er et nyt kromosom, som dannes ved bytning (translokation) af arvemateriale mellem kromosom nr. 9 og 22. Der dannes derved nye arveegenskaber, et proto-onkogen, BCR-ABL1, der koder for en altid aktiv tyrosin-kinase, et nyt protein, der griber ind i cellernes signaltransduktion og virker populært sagt som en slags energiprotein. Den konstante aktivitet af den nye tyrosin-kinase gør, at de berørte hvide blodlegemer og blodplader - leukæmicellerne - deler sig uhæmmet og lever længere end normale blodceller. Derved øges antallet af disse celler i blod og knoglemarv samt i milten, som bliver forstørret. 
Det er afgørende for diagnosen kronisk myeloid leukæmi, at man kan påvise disse forandringer. Derved kan man blive behandlet med medicin rettet specifikt mod denne tyrosin-kinase.

## Stadieinddeling
Ved kronisk myeloid leukæmi inddeler man i tre stadier: Kronisk fase, accelereret fase og blastkrise.

### Kronisk fase
Langt de fleste tilfælde af kronisk myeloid leukæmi bliver opdaget, når man er i kronisk fase med få eller ingen symptomer. De fleste forbliver i denne tilstand i mange år, fordi behandlingen er så god i dag, at sygdommen ikke forværres.

### Accelereret fase
Hvis sygdommen forværres, kommer der flere umodne hvide blodceller (blaster) i blod og knoglemarv samt flere symptomer såsom blødninger, infektioner, træthed og knoglesmerter. Dette kaldes accelereret fase. Der vil eventuelt også være nye kromosomforandringer i blodet, ud over Philadelphia kromosomet.

### Blastkrise
Det kaldes blastkrise, hvis sygdommen forværres endnu mere. Her vil der være endnu flere symptomer samt mange umodne hvide blodceller (blaster) i blodet og knoglemarven.

## Undersøgelser
Hvis ens læge har mistanke om kronisk myeloid leukæmi (CML), vil man i første omgang få taget en blodprøve.
Ved CML vil blodprøven vise et stærkt forhøjet antal hvide blodlegemer (overvejende af typen neutrofile granulocytter, men også umodne forstadier til de hvide blodceller), ofte forhøjede blodplader og eventuelt blodmangel. Hvis blodprøven bekræfter mistanken om kronisk myeloid leukæmi, får man foretaget en knoglemarvsundersøgelse.

### Knoglemarvsundersøgelse
En knoglemarvsundersøgelse tages fra bagerste hoftekam. Ved hjælp af en nål tager lægen en vævsprøve (biopsi) ud fra knoglemarven. Undersøgelsen foretages i lokalbedøvelse. Ubehaget kan sammenlignes med en tandbehandling, hvor der bliver boret i en tand. 
Knoglemarv og blod undersøges i mikroskop, og cellerne undersøges for Philadelphia kromosom
og for andre kromosomforandringer. Ventetiden på svar er som regel fem til syv dage.

## Behandling
Behandling af kronisk myeloid leukæmi (CML) er først og fremmest medicinen imatinib (Glivec®). De såkaldte 2. generations tyrosinkinasehæmmere dasatinib (Sprycel®) og nilotinib (Tasigna®) kan komme på tale, hvis imatinib ikke længere har effekt. Bosutinib (Bosulif®) er det senest registerede stof til behandling af CML til patienter, der ikke tåler de øvrige stoffer eller har udviklet modstandsdygtighed over for dem. 
Den medicinske behandling, man får for CML, er særdeles effektiv, men helbreder ikke sygdommen. Man skal derfor fortsætte med at tage medicinen hele livet.

### Behandling med imatinib (Glivec®)
Man får behandling i tabletform med imatinib (Glivec®), som virker hæmmende på det såkaldte energiprotein, der er dannet på baggrund af Philadelphia kromosomet. Medicinen er ikke kemoterapi.
Behandlingen er sjældent forbundet med væsentlige bivirkninger, fordi den kun angriber energiproteinet og ikke alle celler i kroppen, som kemoterapi normalt gør. 
Bivirkningerne kan være væskeophobning i ansigtet eller i benene, muskelkramper, kvalme og hovedpine. 
Når man er kommet i gang med behandlingen, bliver man som regel hurtigt fri for symptomer, og ændringerne i blodet bliver normale - ofte i løbet af en måned. 
I mange tilfælde kan man heller ikke længere påvise Philadelphia kromosomet, mens det såkaldte energiprotein - BCR-ABL-proteinet - vil kunne påvises hos langt de fleste patienter. 
Energiproteinets mængde måles i en blodprøve, som typisk kontrolleres 3-4 gange om året under behandlingen. Det er nødvendigt at fortsætte behandlingen, idet selv få ugers pause hos de fleste patienter medfører, at energiproteinet stiger i blodet, og leukæmisymptomerne vender tilbage. 
Man er ikke indlagt under behandlingen, og man kan hurtigt genoptage sit sædvanlige liv uden de store forandringer. Behandlingen er særdeles effektiv og cirka 90 pct. er i live fem år efter påbegyndt behandling.

### Hvis imatinib (Glivec®) ikke længere virker
Hvis imatinib (Glivec®) ikke længere har effekt, findes der andre stoffer, de såkaldte 2. generations tyrosinkinasehæmmere dasatinib (Sprycel®) og nilotinib (Tasigna®), som begge er særdeles effektive. Bosutinib (Bosulif®) er det senest registrerede stof til behandling af CML, som kan anvendes til patienter, som ikke tåler de øvrige stoffer eller har udviklet modstandsdygtighed over for disse. 
Fremtidens behandling vil måske blive en kombinationsbehandling, som består af en tyrosinkinasehæmmer samt interferon-alpha2 i lav dosering.